# 瞑想する聖ヒエロニムス (カラヴァッジョ)
『瞑想する聖ヒエロニムス』（めいそうするせいヒエロニムス、西: San Jerónimo en meditación、英: Saint Jerome in Meditation）は、イタリア・バロック期の巨匠カラヴァッジョが1605年にキャンバス上に油彩で制作した絵画である。現在、モンセラート (スペイン) のサンタ・マリア修道院に隣接するモンセラート美術館に所蔵されている。

## 作品
本作に描かれている聖ヒエロニムスは341年にダルマチアで生まれ、父に教わった読み書きの術をローマで磨いた。さらに神学者や聖書註解者と交流を持つために各地を巡り、353年からは5年間、ギリシアの荒野で隠遁生活を送った。ローマにもどってからは、卓越した語学力と知識を駆使し、旧来の聖書の訳文を原典と照合した上で改定した (ウルガタ版)。
ヒエロニムスはカラヴァッジョの時代に人気のある人物で、カラヴァッジョは少なくとも8点 (本作を含め3点のみ現存している) 描いている。この主題が彼の個人的な選択であったのか、顧客の要望であったのかは不明であるが、カラヴァッジョにとっては、老いて皺だらけになった肉体を描写する好機となった。本作で、ヒエロニムスは死の不可避性と世俗の事物の空虚さを想起させる頭蓋骨の前で瞑想しているが、頭蓋骨は赤い法衣、書物、ライオンなどとともにヒエロニムスを象徴する事物の1つである。
老いたヒエロニムスの顔と手に見られる日焼けは明るい色で描かれた腕、上半身と対比されており、カラヴァッジョがこの作品でも生身のモデルを前にして描いたことを示唆している。強烈な影がヒエロニムスの上半身の身体的構造を歪めている。腰に白い布だけを着け、脚の上に枢機卿の赤い法衣を垂らしたヒエロニムスは、右手で思慮深げに髭を撫でている。彼は顔をうつむけているが、前にある頭蓋骨を見つめているのではない。頭蓋骨が彼を見つめているようである。
この絵画は、ジュスティニアーニのコレクション (銀行家で、カラヴァッジョの庇護者であったヴィンチェンツォ・ジュスティニアーニと、彼の兄ベネデット・ジュスティニアーニ枢機卿のコレクション) に由来するものである。ベネデットはカラヴァッジョの宗教的主題の作品のコレクションを作り上げ、本作と同じサイズの『聖ヒエロニムス』を所有していた (1638年の所蔵品目録に記載されている)。
カラヴァッジョの伝記作者ピーター・ロブ (Peter Robb) は、この絵画の鬱的で内省的な雰囲気がカンザスシティ (ミズーリ州) のネルソン・アトキンス美術館に所蔵される同時期の『洗礼者ヨハネ』に非常に類似していると指摘している。

## ギャラリー

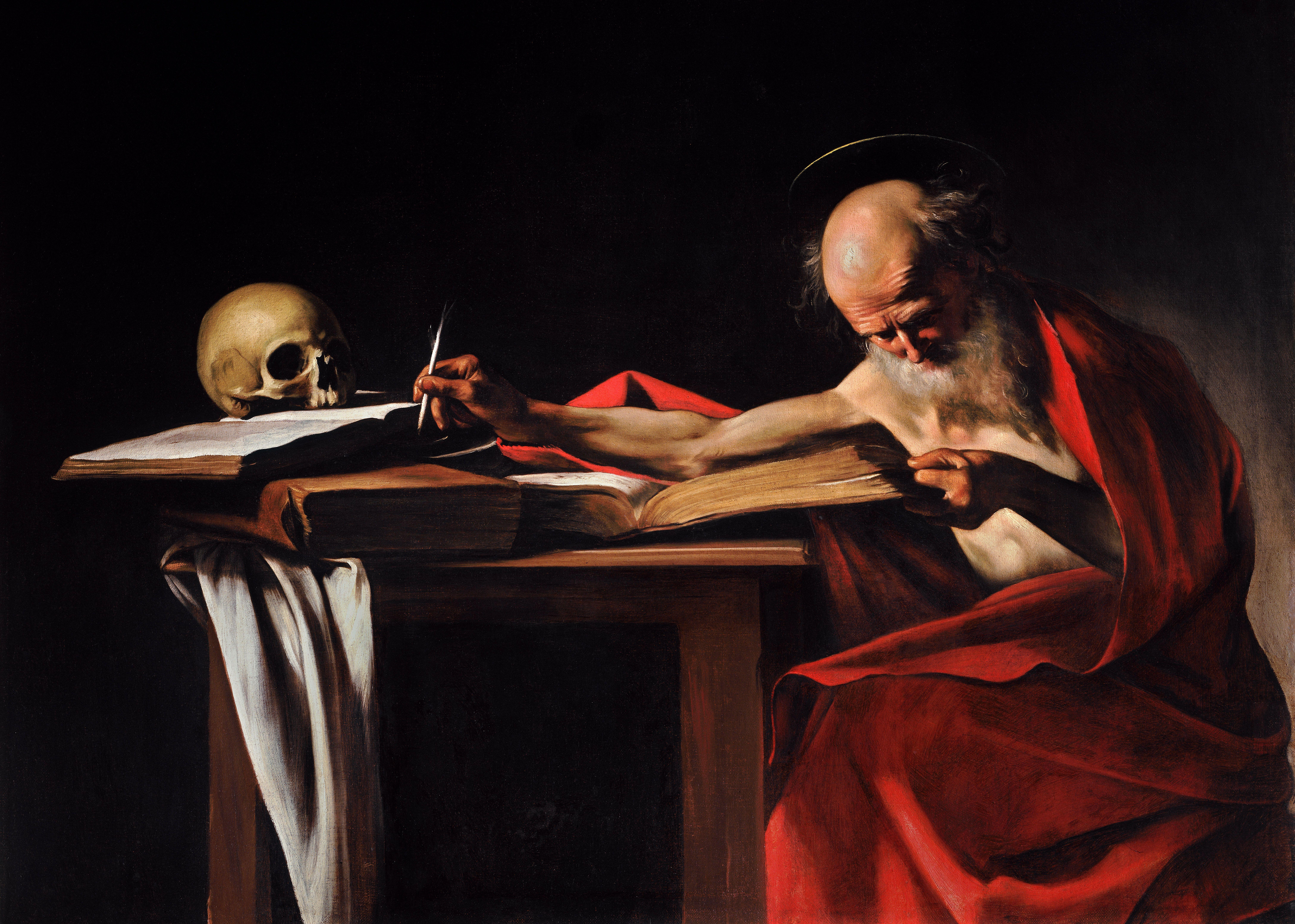
『書斎の聖ヒエロニムス』 (1605-1606年ごろ)、ボルゲーゼ美術館、ローマ
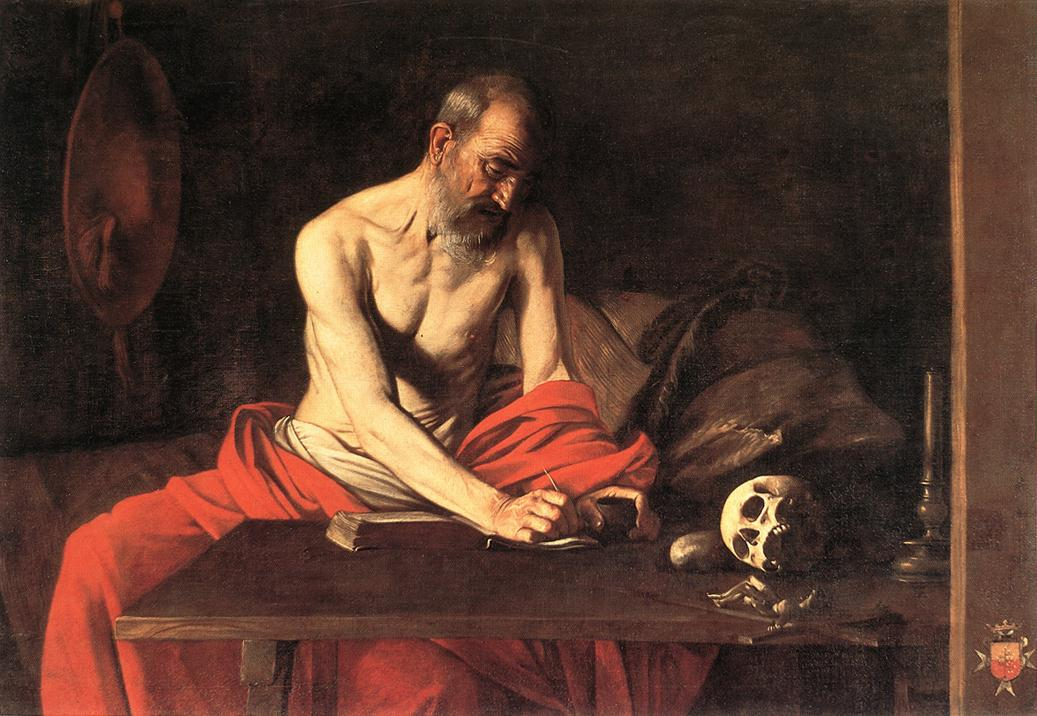
『執筆する聖ヒエロニムス』(1608年)、聖ヨハネ准司教座聖堂、バレッタ (マルタ)
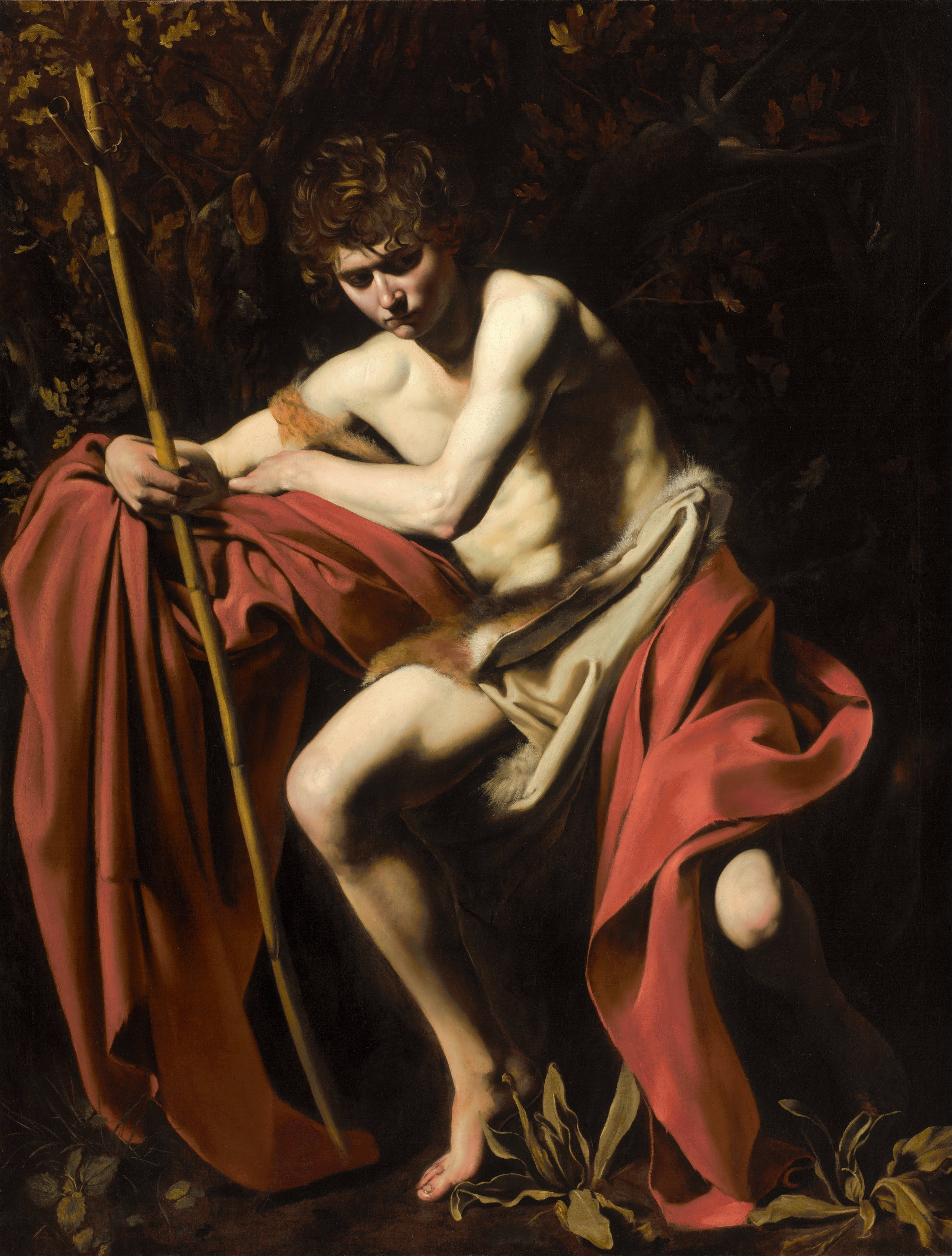
『洗礼者ヨハネ』 (1604年ごろ)、ネルソン・アトキンス美術館、カンザスシティ (ミズーリ州)